# リブロース-5-リン酸
リブロース-5-リン酸（リブロース-5-リンさん、Ribulose 5-phosphate）はペントースリン酸経路の最終産物の1つであり、カルビン回路の中間体の1つでもある。
ペントースリン酸経路においてホスホグルコン酸デヒドロゲナーゼによって生成し、イソメラーゼやエピメラーゼの基質となる。